# Zelenîi Luh, Vesele
Zelenîi Luh (în ucraineană Зелений Луг) este un sat în comuna Zelenîi Hai din raionul Vesele, regiunea Zaporijjea, Ucraina.